# تری هاکس
تری هاکس (به انگلیسی: Terri Hawkes) (زاده ۱۹۵۸) بازیگر کانادایی است.
از فیلم‌های معروف او می‌توان به بازی در پارک سگ و ماه دیوانه اشاره کرد.